# Afibrinogenemia
Afibrinogenemia es la ausencia o grave disminución del fibrinógeno en el plasma sanguíneo, conllevando a hemorragias de heridas o de las mucosas como las encías, por la incapacidad de formar el trombo sanguíneo que detenga el sangrado.

## Clasificación

### Congénita
Es un trastorno muy infrecuente de aparición en el nacimiento y notorio al momento del corte del cordón umbilical. El sangrado de vasos sanguíneos pequeños es normal en algunos casos y en otros pueden producir hemorragias severas, dependiendo de la gravedad de la deficiencia de esta proteína pro-coaguladora.

### Adquirida
Se da en el caso de trastornos que causen la movilización de tromboplastina, el factor III de la coagulación, a la sangre lo que causa que se active la cascada de coagulación y el fibrinógeno pase a fibrina, sin formarse trombos, provocándose así una disminución del fibrinógeno y de tal manera al no haber fibrinógeno libre no hay una correcta coagulación.
La fibrinogenopenia es causada por:
- Infecciones bacterianas.
- Tumores.
- Quemaduras.
- Cáncer, etc.

El fibrinógeno es producido por el hígado y en el caso de deficiencias hepáticas se disminuye la producción de fibrinógeno, pero esto es insignificante para la producción de hemorragia.